# Avenue Marius Renard 27
Die Avenue Marius Renard 27 (niederländisch Marius Renardlaan 27) ist ein Wohnturm in Anderlecht, einer Gemeinde der belgischen Hauptstadt Brüssel. Das Gebäude befindet sich in unmittelbarer Nähe zum Astridpark und des Großen Rings, einer 75 km langen Stadtautobahn rund um Brüssel.
Das Gebäude hat eine Höhe von 85 Metern, auf die sich 30 Etagen verteilen. Es wurde 1971 fertiggestellt und ist somit eines der ersten Gebäude in Belgien, die die 80 Metermarke überschritten. Es ist derzeit nach dem Up-site und dem Brusilia der dritthöchste Wohnturm in Brüssel und zählt des Weiteren zu den höchsten Gebäuden der Stadt und des Landes.
Vor kurzem wurde eine grundlegende Renovierung an dem Gebäude durchgeführt.